# Zwierzyniec (Stary Gieląd)
Zwierzyniec (niem. Thiergarten) –  część wsi Stary Gieląd w Polsce, położona w województwie warmińsko-mazurskim, w powiecie mrągowskim, w gminie Sorkwity.
W latach 1975–1998 Zwierzyniec znajdował się w województwie olsztyńskim.